# 中道裕大
中道 裕大（なかみち ひろお、1979年5月8日 - ）は、日本の漫画家。男性。京都府北桑田郡京北町（現：京都市右京区）出身。血液型AB型。作品に『ハルノクニ』（原作：浜中明）、『月の蛇 〜水滸伝異聞〜』、『放課後さいころ倶楽部』がある。

## 略歴
京都府立北桑田高等学校、広島市立大学芸術学部デザイン工芸科卒。
2002年、「風」にて第50回小学館新人コミック大賞を受賞、同年の少年サンデー超8月号（小学館）に掲載され漫画家デビュー。2006年2月から11月まで『週刊少年サンデー』にて『ハルノクニ』を連載。2009年、『ゲッサン』創刊号にて『月の蛇 〜水滸伝異聞〜』を連載開始。2013年、『ゲッサン』にて『放課後さいころ倶楽部』を連載開始。2018年には同作のアニメ化が発表された。2021年に完結した。2022年、『ゲッサン』にて連載開始の『シェアハウス・ナイル』の原作を担当。

## 人物
幼少のころ、通っていた小学校は全校生徒15人、同級生は1人だった。小学時代に空手、中学時代に剣道、大学時代にまた空手を学び、空手は2つの流派で段位を持つ。

## 受賞歴
- 「スルタンの弟」 まんがカレッジ 2001年9・10月期 努力賞
- 「風」 小学館新人コミック大賞 第50回（2002年上期） 少年部門大賞

## 作品リスト

### 漫画作品

#### 連載
- ハルノクニ（原作：浜中明、『週刊少年サンデー』2006年12号 - 50号）
- 月の蛇 〜水滸伝異聞〜（『ゲッサン』2009年6月号 - 2012年2月号）
- 放課後さいころ倶楽部[11]（『ゲッサン』2013年4月号 - 2021年7月号）
- シェアハウス・ナイル（作画：泥川恵、『ゲッサン』2022年7月号[9] - 2024年2月号[12]）
- Kaiju on the Earth ボルカルス（原作：渡辺範明、監修：株式会社アークライト、『サンデーうぇぶり』2023年12月24日 - 連載中）

#### 読み切り
- 風（『週刊少年サンデー超』2002年8月25日号）
- 砂読み（『週刊少年サンデー超』2003年5月25日号）
- ソフィアの掟（原作：浜中明、『週刊少年サンデー超』2003年11月25日号）
- アルケミスト スター（『週刊少年サンデー超』2004年2月25日号）
- 青慈と先希（『週刊少年サンデー超』2004年7月25日号）
- 小虎（『週刊少年サンデー超』2005年3月25日号）
- 龍の棲む山で（『週刊少年サンデー超』2007年5月25日号）
- 鬼神道士の午後（『週刊少年サンデー超』2008年7月24日号）
- トウテツの番人（『週刊少年サンデー』2008年41号）
- パンダ茶館と看板双子（『ゲッサン』2009年6月号別冊付録）

### 書籍
- 『ハルノクニ』、原作：浜中明、小学館〈少年サンデーコミックス〉2006年 - 2007年、全4巻
- 『月の蛇 〜水滸伝異聞〜』、小学館〈ゲッサン少年サンデーコミックス〉2009年 - 2012年、全7巻
- 『放課後さいころ倶楽部』、小学館〈ゲッサン少年サンデーコミックス〉2013年 - 2021年、全19巻
- 『シェアハウス・ナイル』、作画：泥川恵、小学館〈ゲッサン少年サンデーコミックス〉2023年 - 2024年、全4巻
- 『Kaiju on the Earth ボルカルス』、原作：渡辺範明、監修：株式会社アークライト、小学館〈サンデーうぇぶり〉2024年 - 、既刊3巻（2025年2月12日現在）

### その他
- 超普通都市カシワ伝説（WEBアニメ、2016年）キャラクターデザイン
- 超普通都市カシワ伝説R（テレビアニメ、2020年）キャラクターデザイン